# Tabitha Love
Tabitha Ashly Love (ur. 11 września 1991 w Brandon) – kanadyjska siatkarka grająca na pozycji przyjmującej i atakującej, reprezentantka kraju. Od sezonu 2017/2018 występuje we francuskiej drużynie ASPTT Miluza.

## Sukcesy klubowe
Mistrzostwa NCAA:
- 2011

Mistrzostwo Azerbejdżanu:
- 2015

Mistrzostwo Korei Południowej:
- 2017